# TA2
| ra · N36 | i | i | A51 |

| ra · N36 | i | i | A51 |

TA2 (Tomb of Amarna 2) è la sigla che identifica una delle Tombe dei nobili ubicate nell'area dell'antica Akhetaton, oggi nota come Amarna, capitale voluta e costruita dal faraone Amenhotep IV/Akhenaton della XVIII dinastia. La città venne abbandonata circa 30 anni dopo la sua fondazione; le tombe vennero abbandonate e in parte riutilizzate in epoca moderna come romitaggi di monaci copti. L'abbandono millenario e i danni causati dalla presenza umana hanno spesso reso irriconoscibili le strutture originarie e danneggiato pesantemente, quando non reso illeggibili, scene pittoriche e rilievi parietali. 

## Titolare
TA2 era la tomba di:
| Titolare    | Titolo | Necropoli | Dinastia/Periodo | Note                                  |
| ----------- | --- | --------- | ---------------- | ------------------------------------- |
| Meryra (II) | Scriba reale, amministratore del Doppio Tesoro; Sovrintendente dell'harem reale della Grande Sposa reale [Nefertiti]; Comandante della barca menesh | Amarna    | XVIII dinastia   | area settentrionale a nord di un uadi |

## Biografia
Nessuna notizia biografica, oltre i titoli, è ricavabile dalla tomba amarniana.

## La Tomba

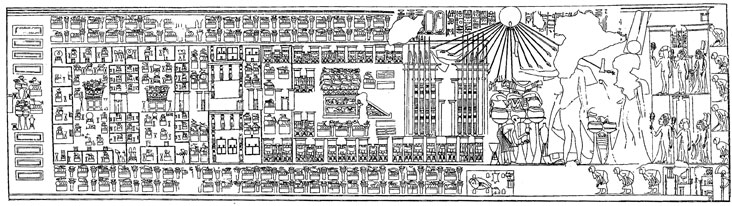
Il Grande tempio di Aton ad Akhetaton: Akhenaton, assistito da Nefertiti e dalle figlie, fa offerte ad Aton su un altare all'aria aperta. Disegno di un rilievo nella tomba del funzionario Merira II ad Amarna.

Si trova nella parte settentrionale del wadi che divide il gruppo di tombe conosciute collettivamente come le tombe del Nord, vicino alla città di Amarna, in Egitto. La tomba, quasi completamente distrutta, si sivluppa a partire da un cortile di ingresso realizzato in una parete alquanto povera e l'assenza di una cornice a protezione dell'accesso ha causato nei millenni gravi danni alla facciata. Planimetricamente, la tomba si sviluppa a partire da un breve corridoio che dà accesso a una sala quasi quadrata con due colonne unite da architravi paralleli all'andamento della tomba e che ripartiscono la sala quadrata in tre navate di cui quella centrale ha soffitto più alto rispetto alle laterali; benché non terminata strutturalmente e nel corredo pittorico, le pareti sono tuttavia rifinite e predisposte ad accogliere i dipinti parietali. Dalla sala quadrata un breve corridoio immette in una sala trasversale che, a est, presenta un gradone che avrebbe dovuto accogliere un pozzo verticale solo abbozzato. Al centro della parete nord, si apre una nicchia che ospita la statua del defunto che, pur tradendo una certa velocità di realizzazione, appare tuttavia di buona fattura.
Ai fianchi dell'ingresso, sulla facciata (nn. 1 e 2 in planimetria), il defunto inginocchiato con resti di inni e preghiere indirizzate ad Aton; nel corridoio di accesso (3) il defunto adora Aton (quest'ultimo distrutto) e (4) il defunto e inni ad Aton. Nella sala quadrata (5) Nefertiti, con le principesse Merytaton, Maketaton e Ankhesepaaton, riempie una coppa al re Akhenaton ion presenza di musicisti, mentre il defunto assaggia il vino destinato al re. Su altra parete (6), nella parte alta il defunto viene premiato dal re, dalla regina e da cinque principesse, affacciati ad un balcone del Palazzo reale, in presenza di stranieri, scribi, carri e scorte militari; in basso il defunto, dopo la premiazione, viene festeggiato al suo ritorno a casa. Una scena più complessa, e archeologicamente importante, segue sulla parete adiacente (7-8): qui Akhenaton, Nefertiti e tutte e sei le figlie della coppia ricevono, su sei registri sovrapposti, tributi, prigionieri e doni da rappresentanti di nazioni straniere, portantine reali, carri, in altri tre registri sono invece presenti carri, scorte militari e servi con buoi. La rappresentazione acquista particolare rilevanza giacché ha consentito di datare gli ultimi anni del faraone Akhenaton giacché, data anche la presenza delle sei figlie, si ritiene sia, ad oggi, l'ultima apparizione datata di Akhenaton e della sua famiglia, risalente al secondo mese, dell'anno XII del suo regno
Su altra parete (9-10) il defunto viene premiato da Akhenaton e Nefertiti sotto i raggi dell'Aton; i cartigli del re e della regina sono tuttavia stati abrasi e sostituiti da quelli di Smenkhara e Merytaton.
.
Dalla sala quadrata un breve corridoio dà accesso a una sala trasversale, priva di decorazioni, al centro della quale si trova (sulla parete di fondo) una nicchia contenente la statua del defunto pesantemente danneggiata.

### Annotazioni
1. ↑  La numerazione dei locali e delle pareti segue quella di Porter e Moss 1968, p. 210.
2. ↑  L'indicazione ordinale non presuppone alcuna derivazione o discendenza, né indica una progressione, ma serve a differenziare il Meryra della TA2 da omonimo personaggio titolare della TA4 che viene perciò indicato come Meryra (I).
3. ↑  Si tratta dell'unica tomba del gruppo settentrionale che conserva intatte entrambe le colonne.
4. ↑  Nell'arte amarniana il numero di principesse presenti a determinate cerimonie consente di "datare" l'evento e, conseguentemente, gli anni di regno di Akhenaton.
5. ↑  Merytaton, Maketaton, Ankhesepaaton (successivamente Ankhesenamon, sposa di Tutankhamon), Neferneferuaton Tasherit, Neferneferura e Setepenra.
6. ↑  Sono presenti, nei primi due registri superiori, tributari e cortigiani nubiani con uomini che recano mazzi di fiori e tori; asiatici nei registri tre e quattro e popolazioni nere e asiatici nei registri cinque e sei; in altri registri, da sette a nove, libici e asiatici.
7. ↑  L'episodio narrato nella scena parietale acquista valore storico effettivo, e non solo decorativo, giacché in un'iscrizione viene riportata esattamente la data dell'evento. Benché danneggiata nella TA2, è tuttavia possibile ricostruire l'iscrizione grazie ad altre rappresentazioni analoghe la cui trascrizione e descrizione venne salvata da esploratori precedenti a Davies come Robert Hay e Nestor L’Hôte: "Anno XII, secondo mese dell'inverno, l'ottavo giorno del Re dell'Alto e Basso Egitto, vivente nella Verità, Signore delle Due Terre Nefer-Kheperu-Ra, figlio del Sole che vive nella Verità, Signore dei diademi Akhenaton, grande in durata, e della grande sposa del re, da lui amata, Nefertiti, che viva in eterno per sempre..."
8. ↑  Nestor Hippolyte Antoine L’Hôte (1804 – 1842) egittologo francese, disegnatore e pittore, partecipò alla missione franco-toscana di Ippolito Rosellini del 1828-1829 unitamente a Jean François Champollion.
9. ↑  Anche il cartiglio di Smenkhara venne asportato da ladri e la sua presenza è confermata solo dalle testimonianze di altri egittologi precedenti a Davies (Nestor L'Hote, Karl Richard Lepsius, Robert Hay).

### Fonti
1. ↑  Reeves 2001, p. 134.
2. ↑  Porter e Moss 1968, Parte IV, p. 212.
3. ↑  Davies 1903, Parte II, pp. 33-45.
4. ↑   Guide Book, Northern tombs (PDF), su amarnaproject.com,  p. 5. URL consultato l'8 luglio 2008.
5. ↑   James P. Allen, The Amarna Succession (PDF), su cassian.memphis.edu,  p. 6. URL consultato l'8 luglio 2008 (archiviato dall'url originale il 1º luglio 2013).
6. ↑  Davies 1903, Parte II, pp. 38-43.
7. ↑  Porter e Moss 1968, Parte IV, pp. 212-214.
8. ↑  Davies 1903, Parte II, p. 34.
9. ↑  Davies 1903, Parte II, pp. 43-44.